# Рејчел Карсон
Рејчел Луиз Карсон (енгл. Rachel Carson; Спрингдејл, 27. мај 1907 — Силвер Спринг, 14. април 1964) је била амерички зоолог и биолог која се сматра једним од покретача модерног покрета за заштиту околине.
Рејчел је започела своју каријеру као акватични биолог у Америчком министарству за рибарство, а постала је писац о природи са пуним радним временом током 1950-их. Њен надалеко хваљени бестселер из 1951. За дело Море око нас награђена је америчку Националну књижевном наградом, признањем за надареног писца и финансијском сигурношћу. Њена следећа књига Ивица мора, и поновно издата верзија њене прве књиге Под морским ветром такође су биле бестселери. Ова трилогија о мору истражује читав живот океана од обале до дубине. Крајем 1950-их, Карсонова је своју пажњу усмерила на очување, посебно на неке од проблема за које је веровала да су узроковани синтетичном употребом пестицида. Резултат је била књига Тихо пролеће (1962), која је забринутост за животну средину довела до невиђено великог дела америчког народа. Иако су су хемијске компаније жестоко противиле садржају Тихог мора, то је подстакнуло преокрет у националној политици према пестицидима, што је довело до забране ДДТ-а и других пестицида у целој земљи. То је такође инспирисало покрете за заштиту животне средине који је довео до стварања Америчке агенције за заштиту животне средине. Карсонова је постхумно одликована Председничком медаљом слободе од стране председника Џимија Картера.
Док амерички борци за заштиту околине Рејчел Карсон сматрају својом највећом иконом, у земљама Трећег света се Тихо пролеће сматра кривцем за ширење маларије и других болести. Америчке лезбијке такође Рејчел Карсон сматрају својом иконом, иако њена сексуална оријентација никада није била јавно позната нити за њу постоје јасни докази.

## Живот и рад

### Младост и образовање
Рејчел Карсон је рођена 27. маја 1907, на породичној фарми у близини Спрингдејла у Пенсилванији, узводно од Питсбурга на реци Алгени. Она је била ћерка Марије Фрејжер (Маклин) и Роберта Вордена Карсона, продавца осигурања. Она је провела доста времена истражујући предео породичне фарме од 65-acre (26 ha). Као страствени читалац, почела је да пише приче (које су често укључивале животиње) са осам година. Прву причу објавила је са десет година. Посебно је уживала у часопису Ст. Николас (који је носио њене прве објављене приче), делима Беатрикс Потер и романима Џин Стратон-Портер, а у својим тинејџерским годинама Хермана Мелвила, Џозефа Конрада, и Роберта Луиса Стевенсона. Природни свет, посебно океан, био је заједничка нит њене омиљене књижевности. Карсонова је похађала Спрингдејлску малу школу до десетог разреда, а затим је завршила средњу школу у оближњем Парнасусу у Пенсилванији, матуриравши 1925. године као најбоља у свом разреду од четрдесет четири ученика.

## Тихо пролеће
Тихо пролеће је књига коју је написала Рејчел Карсон, а објавио Хугтон Мифлин 27. септембра 1962. године. Књига описује штетне ефекте пестицида на животну средину, и приписује јој се заслуга за покретање еколошког покрета. Године 1994. објављено је издање књиге којој је потпредседник Ал Гор написао увод.

## Радови
- Under the Sea Wind. 1941. ISBN 0-14-025380-7., Simon & Schuster, Penguin Group, (1996)
- Carson, Rachel (1943). „Fishes of the Middle West” (PDF). Us Fish & Wildlife Publications. United States Government Printing Office.
- Carson, Rachel (1945). „Fish and Shellfish of the Middle Atlantic Coast” (PDF). Us Fish & Wildlife Publications. United States Government Printing Office.
- Carson, Rachel (1947). „Chincoteague: A National Wildlife Refuge” (PDF). Us Fish & Wildlife Publications. United States Government Printing Office.
- Carson, Rachel (1947). „Mattamuskeet: A National Wildlife Refuge” (PDF). Us Fish & Wildlife Publications. United States Government Printing Office.
- Carson, Rachel (1947). „Parker River: A National Wildlife Refuge” (PDF). Us Fish & Wildlife Publications. United States Government Printing Office.
- Wilson, Vanez; Carson, Rachel (1950). „Bear River: A National Wildlife Refuge” (PDF). Us Fish & Wildlife Publications. United States Government Printing Office. (with Vanez T. Wilson)
- The Sea Around Us. Oxford University Press. 1951. ISBN 0-19-506997-8.; Oxford University Press, (1991)
- The Edge of the Sea. 1998. ISBN 0-395-92496-0.. Houghton Mifflin 1955; Mariner Books,
- Silent Spring. 2002. ISBN 0-618-24906-0.. Houghton Mifflin, 1962; Mariner Books,  
  - Silent Spring initially appeared serialized in three parts in the June 16, June 23, and June 30, 1962 issues of The New Yorker magazine
- The Sense of Wonder. 1965. ISBN 0-06-757520-X., HarperCollins, 1998:  published posthumously
- Always, Rachel: The Letters of Rachel Carson and Dorothy Freeman 1952–1964 An Intimate Portrait of a Remarkable Friendship. Beacon Press. 1995. ISBN 0-8070-7010-6.  edited by Martha Freeman (granddaughter of Dorothy Freeman)
- Lost Woods: The Discovered Writing of Rachel Carson. Beacon Press. 1998. ISBN 0-8070-8547-2.
- Bedrock: Writers on the Wonders of Geology. ISBN 1-59534-022-X.. edited by Lauret E. Savoy, Eldridge M. Moores, and Judith E. Moores, Trinity University Press, (2006)